# Geum-Bi của Cha
Geum-Bi của Cha (tiếng Hàn: 오 마이 금비; Romaja: Oh Mai Geum Bi; dịch nghĩa đen: "Oh My Geum-Bi", My Fair Lady) là bộ phim truyền hình Hàn Quốc do Heo Jung-eun thủ vai chính, cùng  Oh Ji-ho, Park Jin-hee và Oh Yoon-ah.
Bộ phim phát sóng vào mỗi thứ Tư và thứ Năm từ ngày 16 tháng 11 năm 2016 đến ngày 5 tháng 1 năm 2017 trên kênh KBS2 vào lúc 22:00 KST.

## Tóm tắt
Câu chuyện về một người đàn ông (Oh Ji Ho) và con gái (Heo Jung Eun) bị bệnh Niemann-Pick

## Diễn viên
Diễn viên chính
- Heo Jung-eun vai Yoo Geum-bi
- Oh Ji-ho vai Mo Hwi-hul
- Park Jin-hee vai Go Kang-hee
- Oh Yoon-ah vai Yoo Joo-young

Diễn viên phụ
Bạn và người thân của Hwi-chul
- Seo Hyun Chul vai Kong Gil-ho
- Lee In Hye vai Heo Jae-kyung
- Lee Ji Hoon vai Cha Chi-soo

Bạn của Geum-bi ở trường
- Park Min Soo vai Hwang Jae-hha
- Kang Ji Woo vai Hong Shil-ra
- Im Hye Young vai Kang Min-ah
- Kim Ki Yun vai Goo Mi-ran

Bạn và người thân của Kang-hee
- Kang Sung Jin vai Go Joon-pil
- Kim Do Hyun vai Choi Jae-hjin
- Kim Nan Hwi vai Kim Hee-young

Diễn viên khác
- Kim Dae Jong vai Kim Woo-yun
- Gil Hae Yun vai Kim Young-ji
- Jung Eui Kap vai Jo Sung-gap
- Lee Ho Chul vai Choi Moo-guk
- Kim Tae Han vai Bae Jong-won

## Tỉ suất người xem
Trong bảng dưới đây, màu xanh dùng để chỉ hỉ tỷ suất người xem thấp nhất, màu đỏ chỉ tỷ suất người xem cao nhất.
| Tập # | Ngày phát sóng            | TNmS Ratings | TNmS Ratings | AGB Nielsen | AGB Nielsen |
| Tập # | Ngày phát sóng            | Toàn quốc    | Seoul        | Toàn quốc   | Seoul       |
| 2016  | 2016                      | 2016         | 2016         | 2016        | 2016        |
| ----- | ------------------------- | ------------ | ------------ | ----------- | ----------- |
| 1     | November, 16, 2016        | 5.1%         | 5.4%         | 5.9%        | 6.6%        |
| 2     | ngày 17 tháng 11 năm 2016 | 5.6%         | 6.6%         | 6.5%        | 7.5%        |
| 3     | ngày 23 tháng 11 năm 2016 | 4.4%         | 4.6%         | 5.7%        | 5.9%        |
| 4     | ngày 24 tháng 11 năm 2016 | 4.5%         | 5.2%         | 5.2%        | 5.9%        |
| 5     | ngày 30 tháng 11 năm 2016 | 4.8%         | 5.1%         | 5.2%        | 5.5%        |
| 6     | ngày 1 tháng 12 năm 2016  | 5.0%         | 5.9%         | 5.5%        | 6.4%        |
| 7     | ngày 7 tháng 12 năm 2016  | 5.6%         | 6.5%         | 5.8%        | 6.7%        |
| 8     | ngày 8 tháng 12 năm 2016  | 5.0%         | 5.8%         | 6.0%        | 6.5%        |
| 9     | ngày 14 tháng 12 năm 2016 | 5.0%         | 5.5%         | 5.7%        | 6.4%        |
| 10    | ngày 15 tháng 12 năm 2016 | 5.6%         | 5.9%         | 6.3%        | 6.6%        |
| 11    | ngày 21 tháng 12 năm 2016 | 5.6%         | 6.3%         | 6.4%        | 6.6%        |
| 12    | ngày 22 tháng 12 năm 2016 | 5.1%         | 5.3%         | 7.0%        | 6.8%        |
| 13    | ngày 28 tháng 12 năm 2016 | 5.7%         | 5.9%         | 6.8%        | 7.0%        |
| 2017  |                           |              |              |             |             |
| 14    | ngày 4 tháng 1 năm 2017   | 5.6%         | 5.8%         | 6.1%        | 6.3%        |
| 15    | ngày 5 tháng 1 năm 2017   | 6.1%         | 6.7%         | 7.2%        | 7.8%        |
| 16    | ngày 11 tháng 1 năm 2017  | 5.2%         | 5.9%         | 5.6%        | 6.3%        |

Note: Tập 14 đã không phát sóng theo kế hoạch (thứ năm, ngày 29 tháng 12) do KBS Song Festival.

## Giải thưởng và đề cử
| Năm  | Giải thưởng      | Thể loại                           | Người nhận               | Kết quả   |
| ---- | ---------------- | ---------------------------------- | ------------------------ | --------- |
| 2016 | KBS Drama Awards | Giải Xuất Sắc, Nam diễn viên chính | Oh Ji-ho                 | Đề cử     |
| 2016 | KBS Drama Awards | Giải Xuất Sắc, Nữ diễn viên chính  | Park Jin-hee             | Đề cử     |
| 2016 | KBS Drama Awards | Nữ phụ xuất sắc nhất               | Oh Yoon-ah               | Đề cử     |
| 2016 | KBS Drama Awards | Nữ diễn viên trẻ xuất sắc nhất     | Heo Jung-eun             | Đoạt giải |
| 2016 | KBS Drama Awards | Giải thưởng cặp đôi xuất sắc nhất  | Oh Ji-ho và Heo Jung-eun | Đoạt giải |